# 伏見映画劇場
伏見映画劇場（ふしみえいがげきじょう）は、かつて存在した日本の映画館である。正確な成立時期は不明であるが、京都府紀伊郡伏見町（現在の同府京都市伏見区）の風呂屋町には、明治初期にすでに「風呂屋町の定席」として芝居小屋・寄席の記録がみられ、大正末期には壽座（ことぶきざ）あるいは松竹館（しょうちくかん）、伏見松竹館（ふしみしょうちくかん）の名で映画館として営業し、1940年（昭和15年）前後には伏見映画劇場と改称している。1959年（昭和34年）に伏見松竹劇場、1961年（昭和36年）に伏見劇場と改称したが、1967年（昭和42年）前後には閉館している。略称は伏見映劇（ふしみえいげき）、松竹系の時代が長いため伏見松竹（ふしみしょうちく）とも通称された。第二次世界大戦をまたいだ戦前・戦後の時期に、俳優の長谷川一夫の叔父、長谷川宗太郎とその一族が経営したことで知られる。

## 沿革
- 明治初期 - 「風呂屋町の定席」として営業を始める[15]
- 1928年前後 - 伏見松竹館と改称[3][4][5]
- 1940年前後 - 伏見映画劇場と改称[6][7]
- 1959年 - 伏見松竹劇場と改称[10][11][12]
- 1961年 - 伏見劇場と改称[12][13]
- 1967年前後 - 閉館[16]

## データ
- 所在地 : 京都府京都市伏見区風呂屋町235番地[6][19]
  - 現在の「リパークハローワーク伏見前」の位置[19]

北緯34度56分5.31秒 東経135度45分36.12秒 / 北緯34.9348083度 東経135.7600333度
- 経営 : 
  1. 不明
  2. 白井信太郎[3]
  3. 寺田キネマ （寺田亀太郎）[4]
  4. 長谷川宗太郎 [6][7]
  5. 長谷川武次郎 [9][11]
  6. 前田恒寛 [14]
- 構造 : 木造二階建 [11][14]
- 観客定員数 : 484名（1942年[6]） ⇒ 362名（1943年[7]）

## 概要
正確な成立時期は不明であるが、京都府紀伊郡伏見町（現在の同府京都市伏見区）の風呂屋町には、伯耆町の大手座（のちの伏見大手劇場）とともに、明治初期にすでに「風呂屋町の定席」として芝居小屋・寄席の記録がみられ、1882年（明治15年）11月12日付の『京都滋賀新報』には、「舞さらへ」という出し物が同月15日に行われる旨の記事が記載されている。同館は後述の通り松竹系の興行系統に位置づけられることになるが、1910年（明治43年）12月10日付の『京都日出新聞』には、松竹合名（現在の松竹）が、伏見に唯一の劇場としてある大手座だけでは手狭であるとして、「伏見明治座」を建設すべく大手筋紺屋町西入ルの土地を購入との記事が掲載されている。同記事の報道した場所は、現在の三菱UFJ銀行伏見支店近辺にあたるが、同計画のその後については不明である。
大正末期には、芝居小屋から映画館への転換を図り、1925年（大正14年）に発行された『日本映画年鑑 大正十三・四年』に記載された同町内の映画館は、日活作品を興行する帝國館（伏見帝國館、のちの伏見大手劇場）と松竹キネマ作品を興行する常盤館（詳細不明）のみであるが、1927年（昭和2年）に発行された『日本映画事業総覧 昭和二年版』に登場する壽座（経営・林義雄）がこれに当たり、同館は、1929年（昭和4年）に発行された『日本映画事業総覧 昭和三・四年版』には松竹館として掲載され、経営者として、大阪の松竹土地建物興業株式会社専務取締役で白井松次郎・大谷竹次郎兄弟の末弟白井信太郎の名が記されている。翌1930年（昭和5年）に発行された『日本映画事業総覧 昭和五年版』には、伏見松竹館として掲載され、経営は寺田キネマ、支配人は小山菊太郎と記載されている。寺田亀太郎を代表とする寺田キネマは、同資料によれば、京都市内外に同館のほか、中央館（のちの中央映画劇場、第二新京極）、八千代館（のちの京都八千代館、第二新京極）、壬生館（仏光寺通千本西入ル）、寶座（西九条猪熊町）、昭和館（のちの西陣昭和館、千本通下長者町上ル）、堀川中央館（堀川京極）、葵館（出町）、伏見の中央館（のちの伏見キネマ、北尼ヶ崎町）の合計9館を経営した旨の記載がある。1931年（昭和6年）4月1日には、伏見区が新設され、同館が所在した地域は同区に組み入れられた。
1940年（昭和15年）前後には、伏見映画劇場と改称している。第二次世界大戦が始まり、戦時統制が敷かれ、1942年（昭和17年）、日本におけるすべての映画が同年2月1日に設立された社団法人映画配給社の配給になり、映画館の経営母体にかかわらずすべての映画館が紅系・白系の2系統に組み入れられるが、『映画年鑑 昭和十七年版』には同館の興行系統については記述されていない。当時の同館の経営は、伯耆町の大手座を経営した長谷川宗太郎であり、支配人は長谷川武次郎、つまり長谷川の子息であり、長谷川一夫の従兄である。当時の同区内の映画館は同館のほか、伏見帝國館（のちの伏見大手劇場）、中央映画劇場（のちの伏見キネマ）、伏見都館（のちの伏見都映画劇場あるいは伏見ミュージック、鑓屋町）の合計4館が存在した。
戦後も、1950年（昭和25年）までに営業を開始しており、経営は引き続き長谷川武次郎が行った。以降、1956年（昭和31年）12月に伏見大映（のちの伏見東劇、東大手町）、1957年（昭和32年）12月30日に伏見東映劇場（のちの伏見会館、新町4丁目）がそれぞれ新たに開館し、同区内には6館の映画館が揃った。1959年（昭和34年）には、同館は伏見松竹劇場と改称、1961年（昭和36年）には同館が館名を伏見劇場と改称し、同時期に伏見キネマが閉館した。1962年（昭和37年）には伏見大手劇場が閉館、さらに伏見都映劇（伏見都映画劇場）が業態をストリップ劇場に変更して「伏見ミュージック」と改称しており、同区内の映画館は、同館開館後わずか6年間で3館に半減してしまった。このころ、同館の経営が前田恒寛の手に移っている。
1967年（昭和42年）前後の時期に閉館した。跡地はハローワーク伏見の正面に位置する駐車場であり、現在は「リパークハローワーク伏見前」が営業を行っている。その後の同区内には、大手筋の伏見東映劇場と伏見会館が残ったが、前者は伏見東劇と改称した後、1987年（昭和62年）に閉館、最後まで残った後者も2004年（平成16年）3月30日に閉館、同区内の映画館はすべて消滅した。